# Макклэнахан, Ру
Ру Макклэнахан (англ. Rue McClanahan; 21 февраля 1934[…], Healdton, Оклахома — 3 июня 2010[…], Нью-Йорк, Нью-Йорк) — американская актриса, лауреат премии «Эмми».

## Биография
Эдди-Ру Макклэнахан родилась в штате Оклахома в семье с ирландскими корнями и народа племени чокто. На театральной сцене дебютировала в 1957 году в одном из локальных театров Пенсильвании. С того же года она начала появляться на театральных сценах Нью-Йорка, но на Бродвее дебютировала лишь в 1969 году. Известность актрисе принесла роль Кэролайн Джонс в мыльной опере «Другой мир» в 1970 году. С 1970 по 1978 год Макклэнахан играла Вивиан Хармон в сериале «Мод».
Наибольшую известность и признание актрисе принесла роль Бланш Деверо, владелицы дома где проживали Дороти Зборнак (Би Артур), Роуз Найлунд (Бетти Уайт) и София Петрилло (Эстель Гетти), героини популярного ситкома «Золотые девочки». Ру Макклэнахен играла в этом сериале с 1985 по 1992 году, став в 1987 году обладательницей премии «Эмми» в номинации Лучшая актриса в комедийном сериале.
Защитник прав животных и вегетарианка, Макклэнахан стала одной из первых знаменитостей, поддержавших организацию «Люди за этичное обращение с животными» (PETA). Будучи демократом, в декабре 2003 году сообщила в письме кандидату в президенты США от Демократической партии Джону Керри, что его охота на фазанов стоила ему голоса и уважения актрисы. В 2007 году опубликовала автобиографию — «Мои первые пять мужей… и те, кто прошли мимо».
В 1997 году у Ру Макклэнахан был диагностирован рак молочной железы, который, благодаря своевременному вмешательству врачей, был успешно вылечен. В конце 2009 году у актрисы начались проблемы с сердцем. В ноябре того же года её госпитализировали и провели коронарное шунтирование, а спустя пару месяцев у актрисы случился инсульт. Ру Макклэнахан умерла 3 июня 2010 года в возрасте 76 лет в пресвитерианской больнице Нью-Йорка после второго инсульта и последовавшего кровоизлияния в мозг.

## Награды
- Эмми 1987 — «Лучшая актриса в комедийном сериале» («Золотые девочки»)